# Бурсук (Ниспоренский район)
Бурсук (рум. Bursuc) — село в Ниспоренском районе Молдавии. Относится к сёлам, не образующим коммуну.

## География
Село расположено на высоте 326 метров над уровнем моря.

## Население
По данным переписи населения 2004 года, в селе Бурсук проживает 1306 человек (617 мужчин, 689 женщин).
Этнический состав села:
| Национальность | Число жителей | Процентный состав |
| -------------- | ------------- | ----------------- |
| молдаване      | 1285          | 98,39             |
| русские        | 8             | 0,61              |
| украинцы       | 5             | 0,38              |
| румыны         | 4             | 0,31              |
| поляки         | 2             | 0,15              |
| болгары        | 1             | 0,08              |
| прочие         | 1             | 0,08              |
| Всего          | 1306          | 100 %             |

## Достопримечательности
- Возле села расположен женский монастырь Хынку.